# Tour Eria
Tour Eria este un zgârie-nori de birouri, magazine și alte activități în cartierul de afaceri La Défense de lângă Paris, Franța (Puteaux mai exact). Construit în 2021, înlocuiește Tour Arago distrus în 2017.
În septembrie 2021, se urmărește organizarea activităților de formare „Campus Cyber” și securitate cibernetică decise de Președintele Republicii, Emmanuel Macron.